# Eunice Carter
Eunice Roberta Hunton Carter (16 de julio de 1899 – 25 de enero de 1970) fue una abogada estadounidense. Fue una de las primeras abogadas afroamericanas del estado de Nueva York, y una de las primeras fiscales afroamericanas en los Estados Unidos. Participó en los comités para mejorar el estatus de las mujeres en el mundo del Congreso Panafricano y de las Naciones Unidas. Su fama proviene especialmente de haber dirigido una investigación masiva de extorsiones y prostitución, ya que redactó el caso y la estrategia que permitió al fiscal de distrito de la ciudad de Nueva York Thomas Dewey acusar exitosamente al jefe Mafioso Charles "Lucky" Luciano de proxenetismo.

## Juventud y educación
Carter nació en Atlanta en 1899, hija de William Alphaeus Hunton Sr. (fundador de la división negra de la Y.M.C.A.) y Addie Waites Hunton (trabajadora social); ambos licenciados universitarios. Su abuelo paterno Stanton Hunton compró su libertad antes de la Guerra de Secesión. Su hermano, W. Alphaeus Hunton Jr., fue escritor, académico y activista conocido por su implicación en el Consejo sobre Asuntos Africanos y la promoción de la identidad panafricana. Luego de los disturbios raciales de Atlanta de 1906 la familia se mudó de Atlanta a Brooklyn, Nueva York, donde los hijos asistieron a escuelas locales . Su madre, Addie Hunton, adquirió relevancia nacional como miembro de la NAACP y  la YMCA y fue seleccionada junto a otra afroamericana Francia durante la Segunda Guerra Mundial para verificar en Francia las condiciones de vida de los soldados negros de los Estados Unidos.
Eunice se graduó en cuatro años del Smith College en Northampton, Massachusetts, recibiendo un grado de bachiller y, ese mismo año 1921, un diploma de Maestría en Trabajo Social de la recién formada escuela de Trabajo Social del colegio. Luego de un breve tiempo como trabajadora social, decidió estudiar derecho. En 1932, Carter se convirtió en la primera mujer negra en recibir un grado de derecho de la Universidad de Fordham en Nueva York (Gray, 2007, n.p). A mediados de mayo de 1933, Eunice Carter aprobó el examen de la barra de Nueva York (Two New York Women, 6). Smith la premió con un doctorado honorario en leyes (L.L.D.) en 1938.

## Carrera
Carter pronto inició una carrera tanto en derecho como política internacional. En 1935, se convirtió en la primera mujer negra en ser asistente del fiscal de distrito en el estado de Nueva York. Como asistente del fiscal de distrito, determinó que el jefe mafioso Lucky Luciano debía estar involucrado en la prostitución. Carter inició entonces un caso de grandes dimensiones cuyo objeto principal era la prostitución y que terminó involucrando a Luciano, convenciendo al fiscal de distrito de Nueva York Thomas Dewey para investigar personalmente el caso. Luciano fue declarado culpable y cumplió siete años de condena antes de ser deportado. La condena fue descrita por el biógrafo de Luciano Tim Newark como, "un hito en la historia legal, ya que fue la primera contra una importante figura del crimen organizado por algo distinto a la evasión de impuestos". El caso generó para Dewey una reputación que le ayudó en su elección como gobernador de Nueva York. También compitió infructuosamente dos veces en la carrera presidencial, una contra el presidente Harry S. Truman. Dewey se benefició de las habilidades investigadoras de Carter, por la que sentía un genuino respeto y que frecuentemente lo acompañaba a eventos políticos en Harlem, además de recibir sus asesorías, según la prensa de la época. ("Judge Paige", 6)
Activa en el Congreso Panafricano en los años 1920, Carter luego participó en las Naciones Unidas, actuando en los comités que defendían la mejora del estatus de las mujeres ("Eunice Carter", 14). Además de su trabajo para la ONU, también prestó servicios en el Comité Ejecutivo del Consejo Internacional de las Mujeres, una organización con representantes de 37 países. ("U.S. Women's Unit", 9) Adicionalmente, fue miembro de la junta de la YMCA. (Gray, 2007, n.p.)

## Matrimonio y familia
Hunton se casó con Lisle Carter Sr., quien era uno de los primeros dentistas afroamericanos de Nueva York, donde residieron durante muchos años en el barrio de Harlem. El único hijo de la pareja, Lisle Carter Jr., obtuvo la licenciatura en derecho, que ejerció durante años antes de formar parte de las administraciones presidenciales de John F. Kennedy y Lyndon B. Johnson como asesor político. Lisle Carter Jr. tuvo cinco hijos, uno de los cuales es el autor y actual profesor de la Escuela de Derecho Yale Stephen L. Carter, quien publicó una biografía en el 2018 sobre Eunice Carter titulada Invisible: The Forgotten Story of the Black Woman Lawyer Who Took Down America’s Most Powerful Mobster. En esta biografía de su abuela paterna, el profesor Carter incluye "la posibilidad de un largo amorío con el músico de jazz Fletcher Henderson." La biografía también registranla prisión del hermano de Eunice, W. Alphaeus Hunton Jr. por desacato a la corte luego de negarse a responder preguntas sobre su conocimiento de los líderes fugitivos del Partido Comunista (de cuya fianza había sido garante), y la consecuente separación entre los dos hermanos.